# Pauline Quirke
Pauline Perpetua Quirke MBE, född 18 juli 1959 i Hackney, London, är en brittisk skådespelerska.

## Utmärkelser
Quirke har bland annat vunnit British Comedy Awards Best TV Comedy Newcomer 1990.

## Rollista i urval
- 1980 – Elefantmannen
- 1988 – Fjärran röster, stilla liv
- 1989–2017 – Birds of a Feather (TV-serie) (128 avsnitt)
- 1996 – Skulptrisen (miniserie)
- 1999 – David Copperfield (miniserie)
- 2005 – The Bill (TV-serie) (3 avsnitt)
- 2008 – Jämna plågor (TV-serie) (1 avsnitt)
- 2010 – Skins (TV-serie) (3 avsnitt)
- 2010–2012 – Hem till gården (TV-serie) (218 avsnitt)
- 2013–2015 – Broadchurch (TV-serie) (10 avsnitt)